# Steve Bolton
Steve Bolton (Manchester, 8 novembre 1949) è un chitarrista britannico, noto come ex membro degli Who, e come componente degli Atomic Rooster.

## Biografia
Iniziata l'attività professionistica nel 1968, la svolta della carriera arriva nel 1971, quando fa il suo ingresso nella storica band Atomic Rooster.
L'anno seguente Bolton abbandonò la band ed entrò negli Headstone, band con la quale incise due album.
Dal 1984 al 1988 collaborò con il cantautore Paul Young, dopodiché fece il suo ritorno negli The Who, fino al loro secondo scioglimento, avvenuto nel 1990.
Negli anni '90 Bolton formò la sua band, chiamata 6Foot3, con Jim Kimberley (batteria) e il fratello Bob Kimberley (basso) e collaborò con artisti quali Belinda Carlisle, William Sheller e Scott Walker. Ha anche suonato in diverse tracce per l'album 'Water Under the Bridge' di Peter March.
Nel luglio 2016, Steve ha suonato in una formazione riformata degli Atomic Rooster, insieme al cantante Pete French.

## Vita privata
È sposato dal 1999 con la sua seconda moglie, Louise.

## Discografia

### Solista
- 1984 - Ashes and Diamonds
- 2012 - Not a Second Time

### Con gli Who
- 1982 - It's Hard

### Con gli Atomic Rooster
- 1971 – In Hearing of Atomic Rooster
- 1972 – Made in England

### Con gli Headstone
- 1974 - Bad Habits
- 1975 - Headstone